# Solveig Gulbrandsen
Solveig Gulbrandsen (Oslo, 12 de janeiro de 1981) é uma futebolista norueguesa. Foi medalhista olímpica pela seleção de seu país.

## Carreira
Solveig Gulbrandsen integrou o elenco da Seleção Norueguesa de Futebol Feminino, nas Olimpíadas de 2000 e 2008. 